# Rodzina papieska
Rodzina papieska, Familiares – grupa tytułów honorowych w Kościele katolickim nadawanych przez papieża jego najbliższym współpracownikom:
- jałmużnik Jego Świątobliwości
- kapelan honorowy Jego Świątobliwości
- protonotariusz apostolski z podziałem na:
  - de numero
  - supra numero - tytuł nadawany kapłanom do 2014 roku
- prałat honorowy Jego Świątobliwości - tytuł nadawany kapłanom do 2014 roku.

Duchowni obdarzeni powyższymi godnościami mają prawo do używania tytułu monsignore oraz noszenia specjalnego stroju:
- fioletowej sutanny lub czarnej sutanny ze sznurkiem (lejcami) i innymi fioletowymi zdobieniami,
- mantoletu (płaszcz fioletowy)
- czerwonego pomponu na birecie[1].